# Naty Abascal
Natividad Abascal y Romero-Toro, connue sous le nom de Naty Abascal est une mannequin, styliste, consultante de mode et aristocrate espagnole, née le 2 avril 1943 à Séville, en Andalousie.
Elle est duchesse de Feria et marquise de Villalba, à la suite de son union, en secondes noces, avec Rafael de Medina y Fernández de Cordoba, 19e duc de Feria et 17e marquis de Villalba, en 1977, jusqu’à leur divorce en 1989.
Elle est membre de l’International Best Dressed Hall of Fame List, depuis 1984.

## Biographie
Née au sein d’une riche famille sévillane, elle est la fille de Domingo Abascal y Fernández, avocat et oléiculteur, et de María Natividad Romero-Toro y Noriega, première femme à ouvrir une boutique à son nom à Séville.
Issue d’une fratrie de douze enfants, dont elle est la troisième avant sa sœur jumelle Ana María, elle est, par sa mère, la petite-fille de Joaquin Romero y de Ochoa, 3e marquis de Romero-Toro (de noblesse pontificale).
Sa carrière de mannequin commence à ses 21 ans, lorsque le styliste Elio Berhanyer la repère, elle et sa sœur jumelle Ana Maria et les font défiler lors de l'Exposition internationale de New York de 1964, où elles font notamment la connaissance du photographe Richard Avedon, qui leur propose de faire la couverture du magazine Harper's Bazaar, lors d’un shooting photo à Ibiza ; numéro qui parait en janvier 1965.
Par la suite, Avedon continu les prises de vues avec, cette fois-ci, Natividad seule, où celle-ci est repérée par Eileen Ford, cofondatrice de l’agence de mannequins, Ford Model Management.
Elle défile alors pour les plus grands couturiers, tels que Oscar de la Renta, dont elle devient la muse, puis de Valentino Garavani, quelle rencontre lors d’un voyage à Capri en 1968, et dont elle reste une amie proche.
En 1971, elle épouse l’écossais Murray Livingston Smith, président d’un agence de publicité, dont elle ce sépare quatre ans plus tard. Cette même année, le réalisateur Woody Allen lui donne un petit rôle dans son film Bananas ; elle fait également la couverture du magazine Playboy, mais également celle du magazine Interview d’Andy Warhol.
En 1974, elle réalise un spot publicitaire décrié, où elle se met en scène avec Salvador Dali lui peignant le corps. Cette publicité, en raison d’un caractère jugé trop agressif, est rapidement supprimée.
En 1975, à la suite de son divorce, elle met un terme à sa carrière et revient à Séville, où elle retrouve un ex-petit ami de son adolescence, Rafael de Medina y Fernández de Cordoba (1942-2001), duc de Feria et marquis de Villalba, quelle épouse en juillet 1977, lors d’une cérémonie religieuse au Sanctuaire de Notre-Dame du Rocher dans la ville d’Almonte en Andalousie.
Le couple a deux enfants nés de cette union : Rafael né le 23 septembre 1978 et Luis, né le 31 août 1980. Cependant, le couple n’est pas heureux et finit sur un divorce houleux en 1989, à la suite des infidélités et des nombreux démêlés judiciaires du duc, notamment pour trafic de drogues et proxénétisme. Ce dernier est condamné à une peine de prison en 1994 et finit par ce suicider en 2001.
Au début des années 1980, elle renoue fugacement avec les podiums pour un ultime défilé, pour la première collection de son amie la créatrice Carolina Herrera. Au cours de cette décennie, suivent de nombreuses couvertures de magazines sous la houlette de photographes comme Norman Parkinson en 1982 et Antony Armstrong-Jones en 1987 à Séville.
En 1984, Oscar de la Renta la choisit comme ambassadrice de sa nouvelle collection.
Depuis le début des années 2000, Nati Abascal est devenue styliste et consultante en mode pour divers magazines espagnols notamment ¡Hola!.

## Filmographie

### Long-métrage
- 1971 : Bananas de Woody Allen : Yolanda

- 1972 : Parachute To Paradise de Floyd L. Peterson

### Documentaire
- 2008 : Valentino:The Last Emperor : Elle-même